# Giovanni Romano Bacchin
Giovanni Romano Bacchin (Belluno, 27 dicembre 1929 – Rimini, 10 gennaio 1995) è stato un filosofo italiano.

## Biografia
Dopo aver conseguito la laurea nel 1961, nel 1965 ottenne la libera docenza in filosofia della storia.
Dal 1966 al 1980 insegnò filosofia della storia e filosofia della scienza presso l'Università di Perugia. Negli anni dal 1971 al 1973 occupò anche la cattedra di filosofia della scienza presso l'Università di Lecce.
Dal 1981 fu docente presso la facoltà di lettere e filosofia dell'Università di Padova, tenendo la cattedra di filosofia teoretica.
Fu membro della "Società Filosofica Italiana".
Morì il 10 gennaio 1995, sulla spiaggia di Rimini.

## Pensiero
Cresciuto filosoficamente nella scuola metafisica padovana di Marino Gentile, intorno agli anni sessanta, Bacchin presto sviluppò una propria originalità di approccio e di ricerca filosofica, che lo rendono difficilmente assimilabile ad una qualche corrente o "famiglia" filosofica se non quella della libera e inesausta teoresi.
A testimonianza della specificità del suo approccio metafisico si può citare questa sua affermazione.
Riferimento costante dell'incessante dialogo filosofico di Bacchin fu senz'altro l'attualismo gentiliano.

## Opere
- Su le implicazioni teoretiche della struttura formale, Roma, Jandi Sapi 1963
- Originarietà e mediazione del discorso metafisico, Roma, Jandi Sapi 1963
- Su l'autentico nel filosofare, Roma, Jandi Sapi 1963,
- L'originario come implesso esperienza-discorso, Roma, Jandi Sapi 1963
- Il concetto di meditazione e la teoremi del fondamento, Roma, Jandi Sapi 1963
- I fondamenti della filosofia del linguaggio, Assisi, 1965
- L'immediato e la sua negazione, Perugia, Grafica 1967
- Anypotheton. Saggio di filosofia teoretica, Roma, Bulzoni 1975
- Teoresi metafisica, Padova, Nuova Vita 1984
- Haploustaton, Firenze, Arnaud 1995 ISBN 88-8015-033-2
- La struttura teorematica del problema metafisico. 1996 (postumo)
- Classicità e originarietà della metafisica, scritti scelti, Milano, Franco Angeli 1997 ISBN 88-464-0248-0

### Articoli
- La metafisica agevola o impedisce l'unità culturale europea? – in ‘Il contributo della cultura all'unità europea', a cura di Danilo Castellano, Edizioni scientifiche italiane, Napoli 1990
- L'attualismo nel pensiero di Marino Gentile, in Annali 1991, Roma, Fondazione Ugo Spirito 1992.